# 3972 Ричард
3972 Ричард (енгл. 3972 Richard) је астероид главног астероидног појаса чија средња удаљеност од Сунца износи 2,163 астрономских јединица (АЈ).
Апсолутна магнитуда астероида је 14,4.